# Metal: Hellsinger
Metal: Hellsinger je rytmická FPS střílečka od švédského studia The Outsiders, kterou vydala společnost Funcom. Hra vyšla 15. září 2022 pro Microsoft Windows, PlayStation 5 a Xbox Series X/S. Dne 8. prosince byla vydána také na starších konzolích PlayStation 4 a Xbox One.

## Hratelnost
Ve hře se mísí prvky ze stříleček z první osoby a rytmických her, přičemž se odkazuje zejména na restartovanou sérii Doomu z roku 2016. Při procházení démonickým herním světem se hráči setkávají s rouchem démonů a doprovází je heavy metalová hudba. Hráči způsobují dodatečné poškození, pokud jsou jejich útoky synchronizovány s rytmem hudby.

## Hudba
Na hudebním soundtracku ke hře se podílelo mnoho metalových umělců a umělkyň, jmenovitě Serj Tankian (System of a Down), Björn Strid (Soilwork), Matt Heafy (Trivium), Mikael Stanne (Dark Tranquility), Dennis Lyxzén (Refused a INVSN), Randy Blythe (Lamb of God), Alissa White-Gluz (Arch Enemy) a Tatiana Shmayluk (Jinjer).